# 吹哨人
吹哨人（中文译名有告密者、告密人、吹哨者、举报者、揭黑幕者、揭弊者、扒糞者、弊端揭發人等，粤语称㧻魁，粵拼：duk1 fui1，台灣檢舉達人亦屬吹哨人）指的是揭露一个（私有或公有）组织内部非法的、不诚实的或者有不正当行为的人。
这些行为可以被分为几种不同的情况，比如违反企业或组织内部规定、违法、可能对公共安全及国家安全造成危害、或者是欺诈与腐败。而吹哨人可以选择将有关这些行为的信息对内或者对外公布。如果是对内公布的话，该吹哨人可以选择将信息披露给该组织内部的其他人以引起注意并解决问题。如果是对外公布的话，吹哨人可以选择将有关资料交予第三方组织，比如联系媒体公之于众，或者向政府部门／有关机构反映问题，向法院提起诉讼等。吹哨人往往容易被被吹哨者实施报复打击。许多第三方组织，比如维基解密，往往会为他们提供一定的保护，但这种保护往往十分有限。吹哨人通常会面对被吹哨者的法律诉讼、刑事指控、诬蔑以及停职等报复性处罚。但吹哨人往往能起到不少正面作用，比如大幅度降低行政监察成本，制止问题的发生，对不遵纪守法的企业有很大威慑力。
欧美很多国家都立法建有“吹哨人制度”，“吹哨人制度”的法理在于：以公平正義动机為前提，举报属实有利于社会大众维护公正，就应得到法律保护。
而吹哨人所作的告密行為，粵語俗稱為「㧻魁」。
有许多法律旨在保护吹哨人。一些第三方团体甚至为吹哨人提供保护，但是这种保护非常有限。吹哨人面临着法律诉讼、刑事指控、社会污名化以及丢掉职位、职务或工作的风险。 吹哨行为也分为对内举报和公共举报两种。 这种分类取决于某人选择举报的组织类型是私营部门抑或是公共部门。在众多因素的影响下，两类举报造成的结果各不相同。但是，公共举报更有可能导致刑事指控抑或是被判决监禁。选择举报私营部门组织或机构的吹哨人更有可能面临解雇、法律和民事指控。
我们可以从伦理视角研究更深层次的吹哨人理论与问题，以及人们为什么选择吹哨（whistleblow）。吹哨是一个延续多年的伦理辩论主题。主张吹哨符合道德的一派坚持认为，吹哨是公民不服从的一种形式，其目的是保护公众免受政府不当行为的侵害。而反对派则认为吹哨是违反保密原则的不道德行为，尤其是在那些处理敏感的客户或患者信息的行业中。
吹哨人应该获得法律保护 吹哨人经常面临报复，来自被指控的组织或团体。关于吹哨的正当性、吹哨的道德责任（特指分割謬誤）以及对吹哨制度的评估等问题是政治伦理领域的一部分。

## 词源
“吹哨人”（Whistleblower）这个词起源自19世紀警察发现有罪案发生时会吹哨子的动作，以引起同僚以及民众的注意。而从此延伸出来，目前我们所指的“吹哨人”是为使公众注意到政府或企业的弊端，以采取某种纠正行动的人。一般来说，弊端或不当行为指有人违反了法律、规则或规例，进而直接威胁到公众的利益，例如欺诈，以及贪污腐败。亦有说法称这个词来自于竞技体育比赛中裁判往往吹响口哨来制止犯规行为的动作。
吹哨人一词据说由美国社会活动家拉尔夫·纳德所造，但实际上是他在1970年代初对该词赋予了积极内涵，以避免吹哨人产生诸如“告密者”（informer）和“告发人”(snitch)这类词的负面含义。但事实上，该词的起源可以追溯到19世纪。
吹哨与吹口哨这种行为的关联在于，口哨的使用本是为提醒公众或人群注意例如犯罪或犯规等不当举动。“吹哨人”一词在19世纪的产生与执法人员相关，因为他们使用吹口哨来警告公众或同伴。 体育裁判因为会吹哨来表示非法或犯规行为，所以也被称为吹哨人。
1883年《简斯维尔公报》的一篇报道记述了某位警察用哨子提醒市民有暴乱发生。这位警察因此被称为吹哨人（whistle blower）。1963年，中间带连字符的形式出现了（whistle-blower）。 这个词在1960年代开始被纳德等新闻工作者用来指代揭露不法行为的人。它最终演变成合成词吹哨人（whistleblower）。

## 概述

### 类型

#### 对内揭发
大多数吹哨人是内部吹哨人，通常通过名为“热线”等匿名举报方式来举报同事或者上级的失当举动。 关于内部吹哨人最有趣的问题是，他们在什么情况下会选择当场阻止违法或者不当举动，而在什么情况下会选择举报。
我们有理由相信，如果一个组织的“举报制度”（complaint systems）不仅包括计划管控部门规定的若干举报方式，而且这些举报方式中有绝对保密的“选择”，那么人们更可能对他们不能接受的行为采取行动。
上述提到的匿名举报机制有助于营造一种氛围，让员工更可能选择举报潜在或实际的不当行为，或者向他人寻求建议，而不用担心自己遭到报复。
随后出台的《反贿赂管理体系》（ISO 37001）就把匿名举报机制囊括在内，将其设为一条新的标准。

#### 公共揭发
另一些吹哨人选择将组织内部的不正当行为公之于众。他们可能选择将这些行为披露给律师、媒体、法律机构或者监管部门。不少对外揭发的行为往往会受到外界的鼓励。

#### 第三方揭发
有时，组织通过吹哨热线等外部渠道为雇员创造安全匿名的举报方式是有益处的。类似措施不仅能保护吹哨人，还可以让处于组织权力顶端的个人通过整合专门的“举报管理软件”（case management software）内的信息，充分了解雇员的过失行为。
推行第三方服务、或是创造全新的举报政策，是组织确保“治理、风控和服从”的一种最简单易行的方式。越来越多的企业和管理者选择的第三方服务中，吹哨人即使对第三方服务的提供商来说也是匿名的。这种服务通过采用了“非对称加密”等技术手段的免费电话、网络或应用程序来实现。

#### 私营部门中的吹哨
在当今社会，私营部门的行为虽然不如公共部门的吹哨行为那样引人注目，但很可能要更频繁，受到的打压也更严重。原因很简单：私营部门通常有更严格的规章制度来压制潜在的吹哨人。
私营部门吹哨行为的一个例子是，一个雇员向机构内级别更高的人（比如经理）或者机构外的第三方（比如律师或者警方）举报。在私营部门，大企业内的团体可以轻易隐藏个别分支的不端行为。只有当不端行为牵涉到企业最高级领导时才会被公众发现。有人吹哨的情况可能发生在违反法律或者公司政策的情况下，比如性骚扰或者盗窃。尽管如此，相比洗钱行为或者股市诈骗指控来说，这些情况不算严重。通常情况下，私营部门的吹哨行为不那么引人注目，也不在主要新闻渠道被公开讨论，尽管有时第三方会披露侵犯人权或剥削劳工的行为。
尽管美国劳工部等机构、《萨班斯-奥克斯利法》和《美国联邦机构量刑准则》等相关法规会保护私营部门的吹哨人，但许多雇员仍然由于来自他们的雇主或者第三方的直接或间接的威胁而担心他们的工作。在美国，根据一个雇员在雇佣期间采取或被认定采取的法律行为，劳工部的吹哨人保护计划（页面存档备份，存于）可以接手很多类型的报复行为索赔案件。
相反地，如果在美国由于雇员本人身份而发生报复行为，美国公平就业机会委员会（页面存档备份，存于）可接收报复行为的投诉。 为克服这些恐惧，2010年《多德-弗兰克华尔街改革与消费者保护法》得以出台以激励吹哨人。比如说，如果一个吹哨人提供了可以用于合法追偿超过100万美元的信息，那么他们可以获得追偿金额的10%至30%。
2023年5月，美國證交會(SEC)給一名舉報人頒發了一筆高達2.79億美元（約20億元人民幣）的巨額獎金。這筆獎金，來自愛立信公司在2019年與美國監管部門達成的11億美元的賄賂案和解案中，SEC依據罰款金額比例給予舉報人的獎勵。
尽管政府采取了措施以规范私营部门的吹哨行为，雇员也必须权衡他们的选择。他们揭发公司可能会占据道德和伦理的高地，也可能丢掉工作和名声，乃至再次被雇佣的机会。根据宾夕法尼亚大学的一项研究，在300个被研究的吹哨人中，69%的人两条全占了; 在占据道德的高地之后，他们有的被解雇，有的被迫离职。
恰恰是这样的结果使得准确地追踪私营部门吹哨行为的频繁程度更加困难。

#### 公共部门内的吹哨

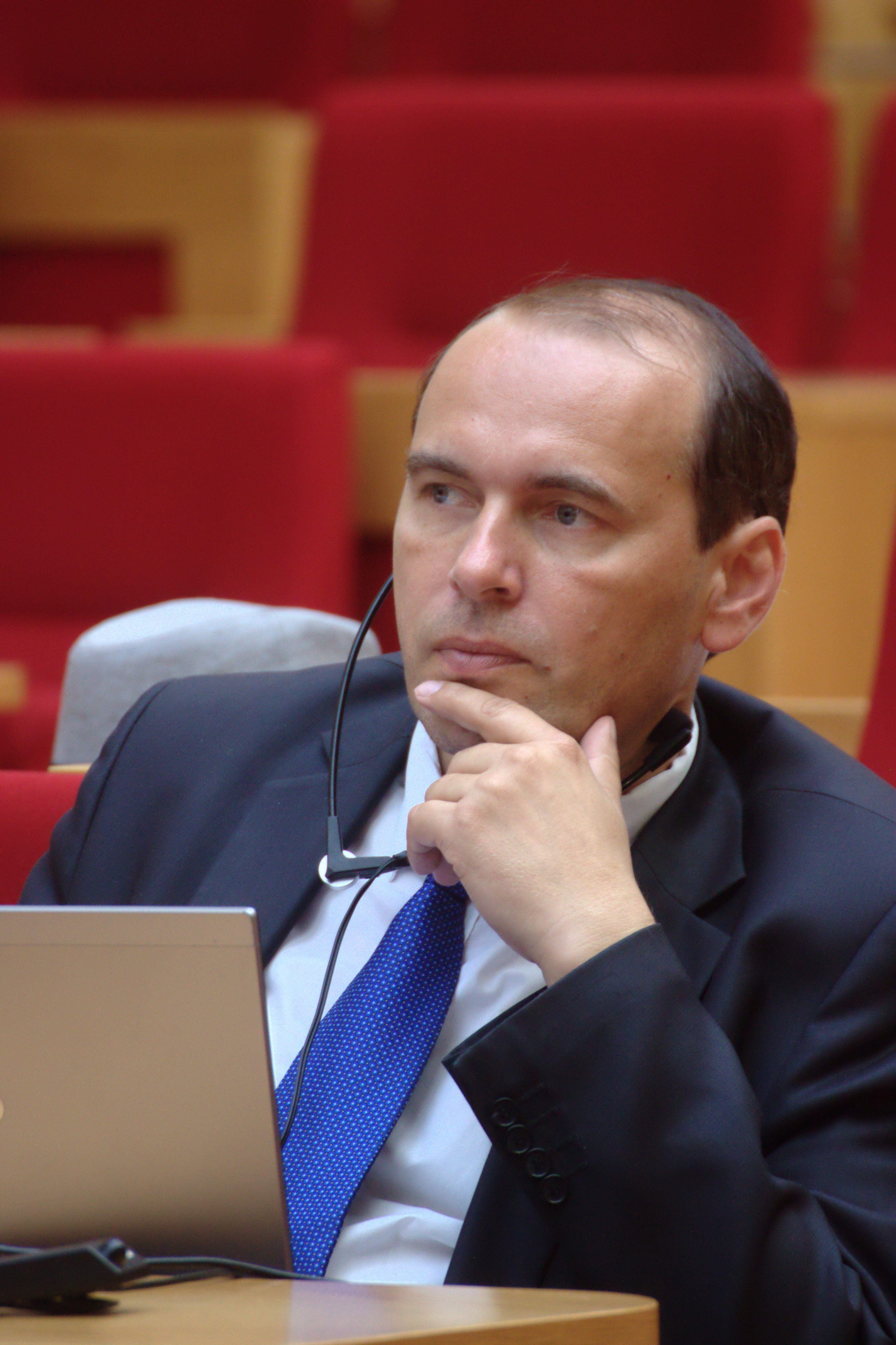
捷克吹哨人揭露高层腐败后被免职

过去50年来，人们对吹哨行为的公共价值的认识不断加深。在美国，联邦和各州都有相应的法令保护吹哨人不受报复。 美国最高法院规定，公共部门的吹哨人就涉嫌腐败的行为发出警示时，有在工作上不受到任何形式报复的权利，这一权利受《第一修正案》保护。 对公共部门雇员来说，揭发失职、违法或不诚信行为，会给他们带来很大的恐惧，因为他们会感觉自己正在与自己的政府和国家作对。私营部门的吹哨行为保护法案比公共部门相应法案的出现早很多。在联邦政府的许多吹哨人案件被媒体高度曝光、得到仔细审查后，才终于出现了保护政府部门中的吹哨人的法律。制定这些法律是为了防止腐败并鼓励人们为社会利益曝光（政府的）失职、违法、不诚信行为。
选择做吹哨人的雇员常常会遭到雇主的报复。他们很可能会被解雇是因为他们是被“随意雇用”（at-will employee）的，这意味着他们可以被雇主无理由解雇。
对于“被随意雇用”的雇员中的吹哨人，也有可以不被开除的例外。即使没有相应法令，也有许多鼓励并保护公共政策领域的吹哨行为的法律裁决。法律规定，如果雇员善意地做出了吹哨行为、或以任何形式参与了关于上述行为的调查、推动或诉讼，雇主不得通过采取任何不利于雇员受雇佣的措施报复雇员。
联邦的吹哨人相关立法包括一则保护全部政府工作人员的法令。在联邦公务员体系内，当雇员披露被有理由认为是违法、严重管理不善、严重资金浪费、权力滥用、或对公众安全和健康造成本质及明确的威胁的信息时，政府被禁止以此为由采取或威胁采取人事变更行为报复雇员。为了（在和政府的纠纷中）胜诉，联邦雇员必须证明已经进行了披露且自己的披露受到了保护，证明被起诉的政府官员了解这一披露行为，证明自己遭到了报复，以及证明自己受到的报复和自己的吹哨行为存在明确的关联。

### 危害
吹哨行为的危害可分为三类：个人伤害，损害公众信任、威胁国家安全。身份暴露将置吹哨人于生命危险当中。一些媒体渠道将“叛徒”和“叛国罪”等一类词与吹哨人联系在一起。而在世界各地的很多国家，即使据称的叛国者没有对任何人造成肉体上的伤害，他们仍被处以死刑。支持"叛国罪应被处以死刑"的主要论据是对全体国民的潜在危害。也就是说，由于他们的行为，犯罪者被视作对任何发生于其国家或其公民的伤害有责任。在某些情况下，吹哨人必须逃离他们的祖国以避免公众审议，死亡威胁，或者人身伤害，甚至刑事指控。
在一些案例中，吹哨人会对无辜的人造成危害。 吹哨人可能无意犯错，而调查可能会因害怕不利宣传而受影响。 其中一个案例就是加拿大卫生部的职员宣称认为在2012年几乎每一项她看见的研究合同都与渎职有关。 
最终结果是，七个人被突然解聘，引起了一次虚假且公开的犯罪调查的威胁，以及一位调查员的自杀身亡。 政府最终由于损失的工薪、口头诽谤以及其他的伤害向无辜受害者赔款上百万美元，且花费了241万加币在随之而来的2015年错误指控的调查上。

### 心理影响
尽管有对吹哨行为心理学影响的有限研究，但是，少量的吹哨经历就可能对员工福祉造成长久而显著的侵害。当员工尝试去发布这些事项时，他们常常面对管理层的沉默和敌意。
一项定性研究显示，吹哨行为会带来很多心理后遗症：一些吹哨人谈到了持久而巨大的沮丧、毒品和酒精上瘾、工作中的偏执行为。焦虑、梦魇、闪回和侵入性思维。
吹哨人常常被报告患有抑郁症，自杀念头可能发生在10%左右。 人们描述了健康和自我保健的普遍恶化。症状学的范围与创伤后应激障碍的许多特征相同，尽管对于告密者所遭受的创伤是否符合诊断标准仍存在争议。吹哨人还被描述了与[职业压力|压力]有关的身体疾病的增加。 揭发所带来的压力是巨大的。因此，工人们仍然害怕吹哨，担心他们不会被人相信，或者他们已经失去了信心，相信如果他们真的说出来，任何事情都会发生。 这种担心确实是有道理的，因为一个感到受到告密威胁的人可能会通过报告虚构的错误或谣言来计划毁灭“申诉人”的职业生涯。
这种被称为“煤气灯”的技术是一种常见的、非常规的方法，组织使用这种方法来管理通过提出问题而造成困难的员工。在极端情况下，这种方法涉及到组织或经理提出吹哨人的心理健康不稳定。
各组织还常常试图排斥和孤立吹哨人，通过提出内容这些是毫无根据的，进行不充分的调查或完全无视问题来削减他们提出的问题。
吹哨人也可能被纪律处分、停职并以捏造的借口向专业机构报告，如果吹哨人坚持提出他们的关切，他们就越来越有可能受到解雇等不利影响。
吹哨人也可能会因为诉讼而面临巨大的压力，例如不公平解雇，他们经常面临来自工会的不完全支持或根本不支持。
继续关注问题的举报者，也可能面临与监管部门、政府部门等官方机构的长期斗争。这些机构可能再现用人单位的“制度沉默”，增加了举报者的压力和困难。
总之，有些举报人遭受了极大的不公正，这可能永远不会得到承认或纠正。这种威胁和损失的极端经历不可避免地造成严重的痛苦，有时会导致精神疾病，有时会持续数年。这种不公正对待也阻止了其他人提出关切。因此，糟糕的做法仍然隐藏在沉默的墙后面，并阻止任何组织经历智能故障可能带来的改进。
一些与他们的组织有部分关系的告密者的精神稳定性受到了质疑，例如Adrian Schoolcraft，一名纽约市警察局退休人员，他声称在自己的部门伪造了犯罪统计数据，并被强行送进精神病院。相反，对被告的家庭来说，告密者调查的情绪压力是毁灭性的。

### 伦理
伦理的定义是支配一个人或者群体的道德上的原则。吹哨行为的道德层面上的影响可以是负面的，也可以是正面的。然而，有时雇员吹哨是为了报复。罗丝玛丽·奥利里写过一本讲“游击政府”的小书，书中解释了这一点。与其选择公开行动，游击队员通常选择持续“藏在橱柜里”，秘密地在幕后行动，像三文鱼一样逆流而上。这些年里，我了解到游击队员的动机是多种多样的。行动的原因可以从利他的事情（做正确的事情）一直到看上去琐碎的事情（我没有得到升职）。从总体上看，他们的举止就像出于对人类的热爱挽救人类生命一样令人敬畏，而又像出于恶意或愤怒而拖延报告时间一样琐屑。 比如，每年向五角大楼监察长提交的举报人投诉超过1,000起，其中约有97％没有得到证实。 职场的一个普遍信念是，一个人在工作单位有义务保守秘密。
关于吹哨行为和雇员忠诚度的讨论通常假定忠诚度的概念与该问题无关，或更普遍的是，吹哨行为涉及一种道德选择，使雇员对雇主的忠诚度与雇员为公共利益服务的责任背道而驰。
罗伯特·A·拉默在《商业伦理杂志》中描述了吹哨行为的标准观点，他解释说雇员对雇主具有基于初步印象的忠诚性和机密性（基于第一印象；在被证明情况不同之前认为是正确的），而吹哨行为只有对公众利益承担更高的责任才能是合理的。
重要的是要认识到，在任何需要忠诚的关系中，这种关系都是双向的，而且是相互成就的。
爱德华·斯诺登的行为的伦理性已经在全球范围内的新闻媒体和学术界被广泛探讨和争论。 爱德华·斯诺登为了试图让美国人看到政府内部的运作，于是向他们发布了机密情报。选择对公司忠诚，还是举发公司的不端行为，这对个人是沉重的负担。关于吹哨行为的讨论大体上围绕三个主题：更精确地定义吹哨行为，是否允许以及何时允许吹哨，是否以及何时有义务吹哨。

### 吹哨动因
很多吹哨人都宣称他们的动机是目睹所属公司或组织的不公后，于是决定采取行动以终结不道德的行为。
一份2009年的研究发现，吹哨人往往是注意到机构内的道德水平急转直下——而非逐渐恶化——时采取行动。 吹哨人通常通过两个标准来判断一个行为是否不道德。第一个标准涉及违反组织的章程或成文的伦理政策。这些违规行为使得个人能够将吹响哨声具体化与合理化。 “价值观驱动”的吹哨人则是受个人的道德准则影响。这些情况下，吹哨人会被批评受个人偏见的驱使。
道德之外，社会和组织压力同样是动机所在。一份2012年的研究发现，在不当行为有其他知情人时，一个人更容易吹哨，因为他害怕保持沉默会带来的后果。
当有人导致了不公，注意到不公的人可能会提交书面报告而非与作恶者对峙，因为对峙会招致情感和心理上更大的压力。此外，当一个人认为所在组织会支持自己时，他也会有动力去报告不道德行为。承担管理职责的专业技术人员可能会更感到有责任吹响哨声，以保障其组织的价值观和规则。

## 常见的反应
吹哨人往往被视作是大公无私的勇士，亦有人将其视作是一个组织内的叛徒。面对吹哨人，许多被揭发的机构往往采取大量举措来打击报复吹哨人，譬如揭发棱镜事件的爱德华·斯诺登被美国政府以间谍等罪名提出刑事起诉。维基解密的阿桑奇亦被多国检控，只得长期居住于厄瓜多尔驻英国大使馆，寻求政治庇护。而曾向英国传媒揭露以色列核武计划的莫迪凱·瓦努努更被以色列情报特务局（俗称摩萨德）的特工诱至意大利后，被以色列情报人员下药及绑架。之后他被秘密审判及定罪，并被囚18年，有超过11年被单独囚禁。2004年刑满出狱后，他受到言论和行动上极多限制。出狱后有数次因违反限制令被捕，包括数次接受外国记者访问及企图离开以色列。

## 吹哨人的法律保护
吹哨人的法律保护因国家而异，也可能取决于该国的事件本身、事情被揭露的地点和方式，以及它们最终是如何被公开或传播的。现已有十多个国家通过了全面的吹哨人保护法，该法律建立了举报不当行为的机制，并为吹哨人提供法律保护。
作为反腐、信息自由或劳动法的一部分，已有50多个国家采用了更有限的保护。
基于英语维基百科的目的，本节着重描述英语世界的情况，并且仅在其代表或多或少的保护范围内涉及其他制度。

### 澳大利亚
许多州都有相关法律。新南威尔士州前警察局长托尼·劳尔（Tony Lauer）)将政府和警方的态度总结为:“在澳大利亚，没有人喜欢吹哨人，尤其是在警察或政府这样的组织中。” 人称“证人K”的前澳大利亚情报官员曾在2004年为澳大利亚对东帝汶的有争议间谍行动提供证据，如果罪名成立，他将面临监禁的可能。
「澳大利亚吹哨人」协会的宗旨是支持披露腐败或任何不当行为的人，尤其是披露者受到妨碍或虐待时。

### 加拿大
加拿大公共部门诚信专员办公室（PSIC）提供一个安全保密的机制，让公务员和市民能够披露公共机构的不当行为。它还保护揭露不法行为的报复性公务员和在调查中提供合作的人。该办公室的目标是增强公众对加拿大联邦公共机构和公务员诚信的信心。
根据《公务员信息披露保护法》的规定，PSIC是长期和独立的国会代理人机构（Agent of Parliment）。该法案于2007年4月15日生效，适用于大部分联邦公共部门，即大约40万名公务员。 具体包括政府部门和机构、国有母公司（parent Crown corporation）、加拿大皇家骑警和其他联邦公共部门机构。
并非所有披露都会导致调查，因为该法案规定了专员的管辖范围，并给予了在某些情况下不进行调查的选择。另一方面，如果PSIC进行了调查，发现没有任何不当行为，专员必须向披露者和该组织的报告他的调查结果。此外，根据该法案，有根据的不法行为的报告将提交给上议院和下议院。截至2014年6月，共有9份报告提交国会。
该法案还设立了公务员信息披露保护法庭（PSDPT），通过听取公共部门廉政专员提交的报复性投诉来保护公务员。法庭可以给予有利于投诉人的救济办法，并对采取报复行动的人给予处分。PSIC的现任委员是Mario Dion。此前，他曾在公共服务部门担任多个高级职位，包括司法部副部长、加拿大印第安人寄宿学校决议办公室执行主任和副主任、国家假释委员会主席。

### 欧盟
欧洲议会批准了一项“吹哨人保护指令”，其中包含在公共部门和私有部门对吹哨人的广泛言论自由保护，也包括对欧盟成员国里所有记者的保护。该指令禁止公共和私有部门对现任和前任员工进行直接或间接的报复。该指令的保护措施适用于员工、志愿者以及为他们提供帮助的人，包括社会组织和提供证据举报的记者。它为质疑自身安全许可遭到拒发或撤销的（security clearance，类似于政审）的国家安全部门吹哨人提供了同等的权利。此外，吹哨人免受因吹哨行为引起检察官的刑事起诉和公司提起的赔偿诉讼，并可获得关于如何应对骚扰压力的心理辅导。
根据美国的政府问责项目，要求良治（good government）的观察者们将欧盟的指令颂扬为为“保护言论自由权利的全球标准——向背叛公众信托的滥权发出挑战”。但是他们也指出，该指令在某些领域的应用中仍然存在歧义，比如“当值告发”（duty speech），它指员工在工作过程中向上司告发，而不是将同样的信息通过书面形式举报。事实上，绝大部分吹哨人都是通过当值告发的形式交流信息的，它也是组织正常运作所需要的自由信息流动的地方。然而，绝大多数对员工的报复正是产生于对当值告发的回应中。观察者们指出，该指令必须被理解为保护针对当值告发的报复，因为如果不这样理解的话，那么指令就是“没有做到需要做的大事”。

### 牙买加
在牙买加，以1988年《公共利益保护法》为基础的《告发保护法》于2011年3月通过，为在公共和私营部门保护吹哨人创建了一个完整的系统。

### 印度
几年来，印度政府一直在考虑通过一项吹哨人保护法。2003年，印度法律委员会推荐采用2002年的《公共利益披露（告密人保护）法》。
2010年8月，《公共利益披露及披露者保护法》进入印度议会的下议院（人民院）讨论。该法案于2011年6月获得内阁批准 。人事、公共申诉、法律和司法常务委员会将其更名为《2011年吹哨人保护法》。《2011年吹哨人保护法》于2011年12月28日得到人民院通过，于2014年2月21日得到联邦院通过。
《2011年吹哨人保护法》于2014年5月9日获得总统批准，随后由印度政府的法律与司法部在当天印度政府的官方公报上发布。

### 荷蘭
荷蘭也采取了若干旨在降低吹哨行为风险的措施：吹哨人咨询中心（荷兰语：Adviespunt Klokkenluiders）可向吹哨人提供建议；荷蘭议会近日通过了一项建立所谓“吹哨人之家”的决议，旨在保护他们免受可能的严重负面影响 (Kamerstuk, 2013)。
荷蘭媒体机构也致力于向吹哨人提供支持；2013 年 9 月 9 日，在众多荷蘭主流媒体的支持下，匿名吹哨网站 Publeaks 正式上线。该网站为人们提供了一个向媒体递交泄密文件的安全渠道，其最终目的是保护吹哨人。
Publeaks 的运行以由爱马仕透明度与数字人权中心开发的 GlobaLeaks 软件为基础，该中心为全球的吹哨人提供技术支持。

### 瑞士
2014 年 9 月，瑞士联邦院（Council of States） 通过了 《瑞士债法典》的修正草案。
该草案在第 321asepties条、第 328(3) 条、第 336(2)(d) 条的基础上添加了第 321abis 条。
第 362(1) 条的修正案在第 321asepties 条的基础上添加了第 321abis 条，任何劳资协议和谈判协议均不得违背该等条款。

第 321ater 条规定，员工有义务在向主管部门举报违规行为之前，先向雇主报告该等行为。
但是，如果员工在以下情形下向主管部门举报违规行为，则不会视为违反其诚信义务：
- 自员工向雇主告发之日起，经过的时间已超过雇主承诺解决问题的时限（该时限不得超过 60 天）
- 雇主没有解决违规行为，或者雇主显然没有完全解决违规行为。第321aquarter 条规定，员工可以在某些例外情况下直接向主管部门举报。例外情况包括：
- 员工能够客观证明向其雇主报告的行为无效；
- 员工认为主管部门将在调查违规行为的过程中受阻；或
- 举报内容对生命、健康、安全或环境有直接和严重危害。

对于向雇主报告违规行为的员工，该草案并未完善使其免遭解雇的保护措施。
该修正案未规定员工 anonymously 须对违规行为提出意见。

### 英国
英国的吹哨行为受到1998年《公共利益披露法》（PIDA）的保护。除其他事项外，即使雇主与前任或现任劳动者之间签署了保密协议，该法律也允许受保护的披露；2019年举行了一项关于进一步限制保密条款的咨询。
言论自由审查提出了20项原则以实现帮助（英格兰）国民医疗服务体系中的吹哨人的改进方案，包括：
- 引起关注的文化：让提出问题成为一个领导良好的NHS组织的日常工作中的一环。
- 远离霸凌的文化：劳动者的言论自由有赖于其工作在一个不被霸凌的环境中。
- 培训：所有劳动者应该接受培训，掌握NHS信托中提出问题、听取问题和采取行动的方式。
- 支持：所有NHS信托应该确保有一个专职人员，让劳动者可以很容易地、不拘于任何形式地向其报告问题，也就是所谓的“发声守卫”。
- 在NHS中寻找替代工作的支持：当一个劳动者因提出问题而无法继续其职务时，NHS应当帮助其寻找一份替代工作。

2015年11月，NHS的Monitor制定了一项NHS组织必须遵守的吹哨政策。它明确表示，任何霸凌或行为针对吹哨人的人都可能受到纪律处分。

### 美国
美国的吹哨传统起始于建国前夕（1773年），当时本杰明·富兰克林在“哈钦森事件”中泄露了几封信。王室总督托马斯·哈钦森和托马斯·惠利之间的通信被泄露，可以说，通过泄密的许多普遍影响和泄密在说服富兰克林加入激进派事业中的角色，引发一场枪战和一场决斗，并朝向美国革命迈出的重要的最后一步。
邦联国会的第一部保护在后来被称作“吹哨”（行为）的法律出现于1777到1778 年塞缪尔·肖(Samuel Shaw)和 理查德·马文(Richard Marven)二人案例。这两位海员指控大陆军海军总司令埃塞克·霍普金斯虐待英国战俘。在霍普金斯将他们监禁之后，对其提出诽谤诉讼，（邦联）国会解除霍普金斯的职务，并同意支付两人（肖和马文）的辩护费用。肖和马文随后被陪审团判为无罪释放。
要在美国被视为吹哨人，大多数联邦吹哨人法规要求：联邦雇员有理由相信其雇主违反了某些法律、规则或规章；就受法律保护的事项作证或提起法律诉讼；或拒绝违反法律。
在特定主题的检举行为（whistleblowing）受到法规保护的情况下，美国法院通常认为，此类吹哨人得到免于受报复的保护。
然而，在一件分歧严重的美国最高法院裁决——加塞蒂诉塞巴洛斯案（2006年）认为，美国宪法第一修正案对政府雇员的言论自由的保护并不适用于保护政府雇员在职责期限内的泄露。
在美国，（对吹哨人的）法律保护因“吹哨”涉及主题不同而有所差异，有时也因案件发生的州而有异。
在通过2002年的《萨班斯-奥克斯利法》（Sarbanes–Oxley Act）时，参议院司法委员会发现，对吹哨人的保护依赖于“零散而多歧异”的各州法规。
尽管如此，那些提请注意违法行为、协助执法或拒绝服从非法指示的雇员仍然受各种各样的联邦和州法律保护。尽管这种拼凑的做法饱受批评，但这也使得美国比任何其他国家都有更专门的检举法（whistleblowing laws）。
美国第一部专门为保护吹哨人而通过的法律是1863年的《虚假申报法》（1986年修订），该法试图打击美国内战期间美国政府供应商的欺诈行为。
该法案承诺从政府收回的款项中拿出一定比例（回馈吹哨人），并保护其免受就业报复，以此方式鼓励吹哨人。
另一专门保护吹哨人的美国法律是1912年的 《劳埃德-拉福莱特法》该法授权联邦雇员将信息提供给联邦国会。环境相关方面，美国第一项包含对受雇者保护(条文)的美国法律是1972年的《净水法》。后续的联邦环境法律当中都有类似的雇员保护（条款），包括 1974年《安全饮用水法》，1976年《资源保护和恢复法》，1976年《有毒物品控制法》，1974年 《能源重组法》（在1978年的修正案中保护核能相关的吹哨人），1980年的CERCLA 和1990年《清洁空气法》。
根据23项联邦法规，对吹哨人进行报复的调查 由美国劳工部职业安全与健康管理局（OSHA）下属的吹哨人保护计划（页面存档备份，存于）董事会管辖。 由国会颁布并应由劳工部长执行的新的吹哨人法规，通常通过部长命令（Secretary's Order）授权给OSHA下属的吹哨人保护计划理事会（DWPP）执行。
法律的零散意味着报复的受害者需要了解有关法律，以确定提出适当申诉的最后期限和手段。一些截止日期短至10天（亚利桑那州员工有10天时间向亚利桑那州人事委员会提交“禁止人员执业”投诉），而其他截止日期则长达300天。
那些向联邦政府报告虚假索赔，并因此遭受不利就业诉讼者，可能拥有长达6年的时间（取决于州法律）根据美国的《虚假申报法》（FCA）提起民事诉讼寻求救济。
 根据“公益代位”（qui tam）条款，报告的“原始来源”（指吹哨人）可能有权获得政府从犯罪者那里收回的部分款项。然而，“原始来源”还必须首先提请联邦民事申诉，要求收回欺诈所得的联邦资金，并且必须在美国司法部决定是否对索赔本身提起诉讼之前 避免公布欺诈索赔。在联邦政府做出直接起诉决定之前，此类“公益代位”诉讼（qui tam lawsuits）必须密封提交，使用特殊程序防止索赔公开。

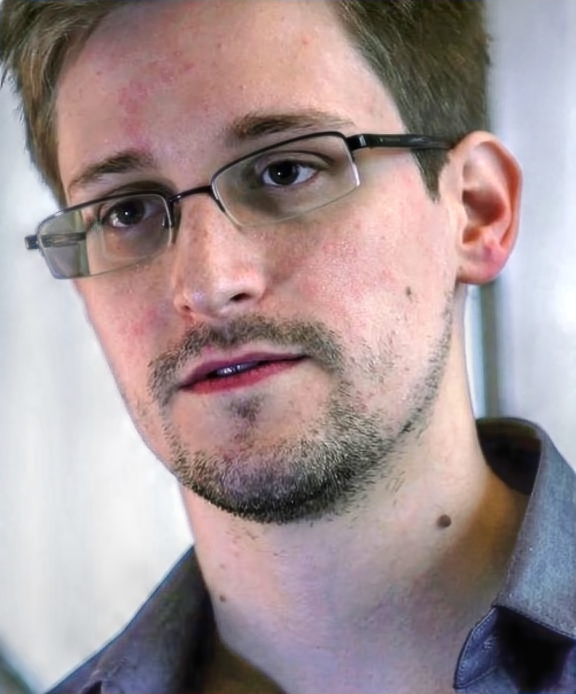
美国吹哨人 爱德华·斯诺登

1917年《间谍法》被用来起诉美国的吹哨人，包括爱德华·斯诺登和切尔西·曼宁。2013年，曼宁因违反《间谍法》被判有罪，并因向维基解密泄露敏感军事文件而被判处35年监禁。
同年，斯诺登因发布属于国家安全局的机密文件而被指控违反《间谍法》。
在美国的《多德-弗兰克华尔街改革和消费者保护法》（Dodd-Frank Wall Street Reform and Consumer Protection Act）第922节鼓励和保护吹哨人。 《多德-弗兰克法》规定，美国证券交易委员会（SEC）对吹哨人提供（某些公司）违反联邦证券法并招致至少100万美元制裁的原始信息给予经济奖励。 此外，（吹哨人）因举报而导致的解雇或歧视 被《多德-弗兰克法》判定为非法，以此方式为吹哨人提供工作保障（job security）。 事实证明，吹哨人条款是成功的；在《多德-弗兰克法》颁布后，KBR公司和BlueLinx Holdings Inc.公司因让员工签署保密协议，威胁（员工）与外部各方讨论内部事务的后果（等行为），因违反法案的21F-17条款，两家公司遭到美国证券交易委员会指控。 总统唐纳德·特朗普在其选举时已宣布计划撤销《多德·弗兰克法》，这可能对美国的吹哨人保护带来负面冲击。
每年的7月30日是联邦政府认可的“国家吹哨人感谢日”，以纪念美国最初的1778年吹哨人保护法。

### 中華民國（臺灣）
- 揭弊者保護法[102]

### 其他国家
新西兰和南非有较全面的吹哨人相关法律。包括加纳、韩国、乌干达在内的其他一些国家也在近期开始完善相关法律的工作。另外肯尼亚和卢旺达也正在评估开始此项工作的可能性。欧洲人权法院在2018年判定吹哨人及其行为是言论自由的一部分，因此也应被保护。在2017年2月，尼日利亚也设立了吹哨人保护政策以应对其国内的腐败问题及其他顽疾。

## 对吹哨人权利及保护政策的呼吁
很多非营利组织都在呼吁保护吹哨人权利的法律及政策保障应更加完善。一些此类的非营利组织包括政府问责项目（Government Accountability Project，GAP）、言论自由蓝图（Blueprint for Free Speech）、职场公共意识保护组织（Public Concern at Work）、开放民主指导中心（Open Democracy Advice Centre）。

## 当代对吹哨人的保护方法

### 吹哨热线
在商业环境中，吹哨热线常被用来作为一种减轻风险的方式，目的是为那些担心受到用人单位报复的劳动者及第三方供应商提供安全匿名的报告。因此，设置公司吹哨热线通常被视为迈向合规性的第一步，也可以凸显组织的道德立场。吹哨人专门服务会对组织文化产生积极影响的观念已经得到了广泛的认同。
吹哨热线有时也被成为道德热线或“发声”热线，并且通常有外包服务提供商提供，以鼓励潜在的披露者站出来。Navex Global和Expolink是全球提供该项服务的两家第三方公司。
2018年，《哈佛商业评论》发表的调查结果支持吹哨热线对企业健康运作具有重要作用的观点，并指出“更多的检举行为是一种健康而非病态的标志”。

## 大众文化
热播美剧《办公室》第6季的一个次要情节讲述销售人员Andy Bernard发现公司打印机着火，为如何应对媒体报道而苦恼不已，还讲述了公司对吹哨人公布消息的反应。
摇滚乐队Thrice2016年发行的专辑《To Be Everywhere Is To Nowhere》中有一首歌名为《吹哨人》（whistleblower）。 这首歌是站在斯诺登的角度创作的。
2018年7月，哥伦比亚广播公司（CBS）首播名为《吹哨人》（whistleblower）的真实犯罪电视节目，主持人亚历克斯·费雷尔 是一名律师，并曾担任法官和警官职务。节目讲述了多起与《虚假申报法》相关的公益代位诉讼，指控公司涉嫌欺诈联邦政府。
恐怖遊戲  絕命精神病院DLC 副標題 whistleblower <告密者>

## 著名的吹哨人及揭秘事件
- 丹尼尔·艾尔斯伯格：五角大楼文件
- 马克·费尔特：水门事件
- 莫迪凱·瓦努努：1986年向英国传媒揭露以色列核武计划
- 蔣彥永：嚴重急性呼吸道症候群
- 朱利安·阿桑奇：维基解密
- 爱德华·斯诺登：稜鏡計畫
- 台灣屏東縣李姓農民：2014年臺灣劣質油品事件
- ？：唐納德·特朗普的彈劾調查（2019年特朗普电话门）
- 李文亮：2019新型冠狀病毒疫情
- 立花孝志：NHK不當會計及收視費爭議
- 弗朗西丝·霍根：Facebook文件
- 戴立紳案